# Snäckö, Nagu
Snäckö är en ö i Nagu i Finland.   Den ligger i Pargas stad i landskapet Egentliga Finland. Ön ligger omkring 2 kilometer nordväst om Ängsö, omkring 13 kilometer sydväst om Nagu kyrka,  48 kilometer sydväst om Åbo och 180 km väster om Helsingfors. Närmaste allmänna förbindelse är förbindelsebryggan vid Krok som trafikeras av M/S Cheri. Arean är 1,1 kvadratkilometer.
Snäckö är veterligen Nagus västligaste ö. Från Snäckö till Nagus östligaste ö Rödharu är avståndet 31 km i väst-östlig riktning. 
Terrängen på Snäckö är mycket platt. Öns högsta punkt är 26 meter över havet. Den sträcker sig 1,1 kilometer i nord-sydlig riktning, och 2,3 kilometer i öst-västlig riktning.